# Seitenaufbauzeit
Als Page Generation Time (deutsch: Seitenaufbauzeit) wird die Zeit bezeichnet, die ein Skript benötigt, um eine Ausgabeseite zu erzeugen. Sehr bekannt wurde diese Bezeichnung vor allem bei PHP-Skripten wie Foren oder Blogs, welche am Fuß jeder HTML-Seite anzeigen, wie lang das Skript auf dem Server benötigte, bis alle Daten verarbeitet waren und die fertige Webseite an den Benutzer ausgeliefert werden konnte.
Je aufwendiger ein Skript ist, desto länger braucht es, bis beispielsweise Datenbankabfragen oder andere dynamische Werte für das Skript ermittelt und ggf. berechnet wurden. Somit steigt die Page Generation Time proportional zur Aufwendigkeit und Datenmenge des Skriptes selbst.